# Neuerburger Kopf

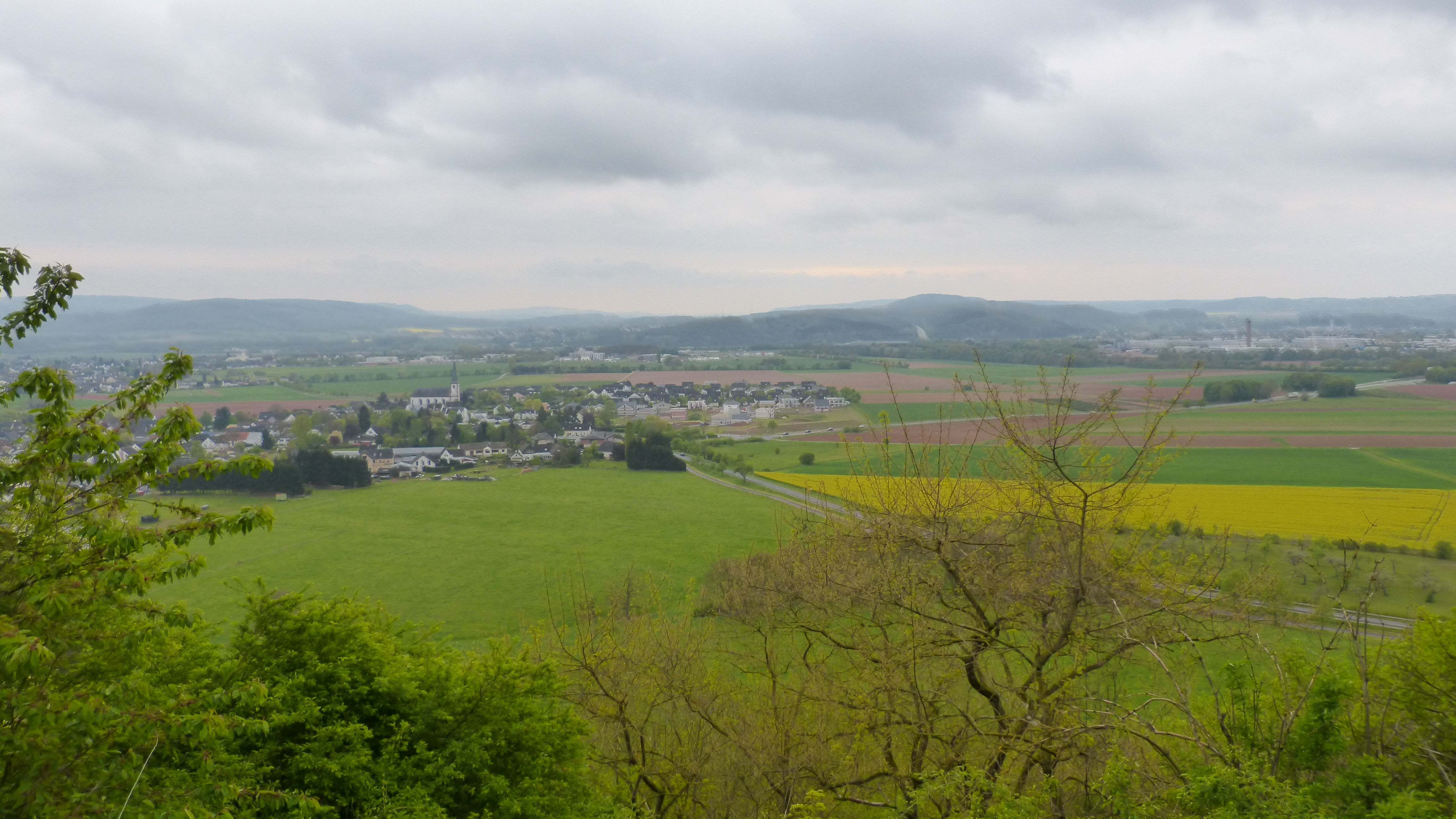
Blick von der Westseite auf den Stadtteil Bombogen

Der Neuerburger Kopf ist ein Basaltkegel von 286 m Höhe, der sich in der Wittlicher Senke (Rheinland-Pfalz) befindet.

## Lage und Umgebung
Der Neuerburger Kopf befindet sich in der Wittlicher Senke am Südrand der Eifel, wo er neben dem kleineren Lüxeberg die einzige Spitze innerhalb der Senke bildet und daher auf seinem Gipfel eine Sicht über das ganze Tal ermöglicht.
Er liegt auf der Gemarkung von Neuerburg, eines Stadtteils von Wittlich.

## Geologie
Vor 108 Millionen Jahren drang in die devonischen Sandsteinschichten Magma ein und erstarrte noch unterhalb der Erdoberfläche. Dieser Gang oder Schlot aus hartem Basalt schützte auch den umgebenden Sandstein vor Erosion, so dass die heutige Kegelform übrig blieb. Mit der Einordnung in die Kreidezeit handelt es sich beim Neuerburger Kopf und beim benachbarten Lüxeberg um die ältesten vulkanischen Erscheinungen der Eifel. Die Kuppe des Neuerburger Kopfs besteht überwiegend aus kontaktmetamorph verändertem, hellgrau verfärbtem Sandstein, der schmale Basaltgang ist oberflächlich vor allem durch einige Gerölle auffindbar. Das Basaltgestein, nach neuer Nomenklatur ein kieselsäurearmer Melilith-Nephelinit, wurde radiometrisch auf 108 Millionen Jahre Alter datiert, er gehört also in das zur Unterkreide gerechnete Albium. Der Vulkanismus ist gebunden an Verwerfungen der Wittlicher Senke, eines tektonisch in die devonischen Sedimente des Rheinischen Schiefergebirges eingesenkten Grabens, er ist also deutlich jünger als die ins Rotliegend gestellten Sedimentgesteine der Wittlicher Senke selbst.

## Geschichte

### Entstehung des Namens
Der Neuerburger Kopf hieß früher Merkuriusberg, dieser Name lässt sich durch die neben ihm kreuzenden römischen Handels- und Heerstraßen erklären (Mercurius, römischer Gott des Handels). Der heutige Name gründet in einer der auf ihm erbauten Burgen, die wegen der guten Sicht auf das Wittlicher Tal dort ihren Platz fanden.

### Die Burgen

#### Burg Bumaga
Die erste Burg auf damals noch dem Merkuriusberg genannten Neuerburger Kopf soll bereits der Frankenkönig Childerich I. (501–588) unter dem Namen „Burg Bumaga“ (nach dem nächstliegenden Ort, heute Bombogen) erbaut haben. Die erste Urkunde über diese Burg stammt allerdings erst aus dem Jahr 1128, dem Jahr ihrer Zerstörung durch Erzbischof Meginher von Trier.

#### Novum Castrum
Dessen Nachfolger Erzbischof Albero (1131–1152) ließ eine „novum castrum“ (= neue Burg) bauen, vollendet wurde diese 1168 durch Erzbischof Hillin, erweitert wurde sie von Erzbischof Heinrich II. (1260–1286). Die Burg wurde vor allem zum Eintreiben von Zöllen auf der benachbarten Handelsstraße genutzt und gehörte zu den sieben kurtrierischen Burgen, wie auch Manderscheid, Arras, Saarburg, Grimburg, Welschbillig und Ehrenbreitstein. Im Schutz der Burg siedelten sich die letzten Bewohner des von der Pest heimgesuchten und daher aufgegebenen Ortes Hatzdorf an und gründeten das Dorf Neuerburg (heute zu Wittlich gehörend).
Zerstört wurde die Burg Neuerburg aller Wahrscheinlichkeit nach im Jahr 1689 durch den französischen Marschall François de Créquy, der von Mont Royal aus auch Wittlich zerstören ließ. Heute sind nur noch wenige Mauerreste der Burgen zu finden.

### Weinbau
In den Jahren von 1959 bis 1961 wurde am Südwesthang des Neuerburger Kopfs eine Weinlage angelegt, die jedoch 1985 wieder gerodet wurde. Heute wächst diese Seite des Berges immer mehr zu, man erkennt jedoch noch gut, wo der ehemalige Weinberg war (siehe Bild).

## Sage

### Der Schatz vom Neuerburger Kopf
Nach dem Verfall der mächtigen Burg im 17. Jahrhundert glaubten immer mehr Neuerburger, im Gemäuer hausten Geister und Gespenster. Mancher wusste von einem riesigen, gefährlichen Hund zu berichten, der Tag und Nacht über eine tief unter dem Schutt vergrabene Schatzkiste wache. Zutritt zu diesem Schatz erhalte aber nur ein junger, mutiger Bursche, der sich um Mitternacht in der Osternacht  auf den Berg wage. Dann, so erzählte man sich in Neuerburg, erstrahlten die Goldstücke wie glühende Kohlen und auch die unterirdischen Gänge stünden weit offen. Allerdings musste der Schatzsucher zwei weitere Bedingungen erfüllen: Er musste ein guter Mensch und ein hübscher noch dazu sein.
Eines Tages, vor gut 250 Jahren, so erzählt man sich, wagte sich ein ebensolch hübscher, guter, mutiger junger Mann in der Osternacht zur Geisterstunde auf die Burg. Er fand eine geöffnete Tür vor, aus der von Ferne Hundegebell erscholl. Der junge Mann betrat die Tür und erreichte, nach einem längeren Gang durch hinabführende Flure, einen hell erleuchteten, prächtigen Saal, in dessen Mitte eine riesige Schatzkiste stand, auf der der Hund knurrend lag. Als der junge Mann mutig auf die Kiste zuschritt, sprang der Hund herunter und verschwand. Der Bursche fand die Truhe wie von Geisterhand geöffnet und bis zum Rand mit Edelsteinen, Gold und Silber gefüllt und stopfte soviel davon in seine Taschen, wie er konnte. Schließlich eilte er davon.
Da er seine Errungenschaft nicht für sich behalten konnte, so sagte man sich in Neuerburg, versuchten es immer wieder junge Burschen, doch nie wieder erfüllte einer alle Bedingungen gleichermaßen, und so blieb der Geheimgang bis zum heutigen Tage verschlossen.